# برلمان جمهورية أذربيجان الديمقراطية

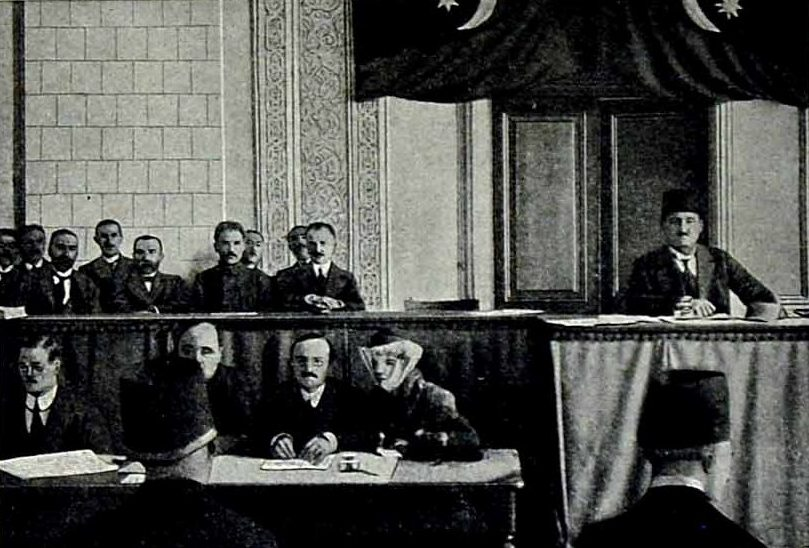

برلمان جمهورية أذربيجان الديمقراطية – أول جمهورية برلمانية في الشرق المسلم (7 ديسمبر 1918 الساعة 00:13).

## تاريخه وإنشائه

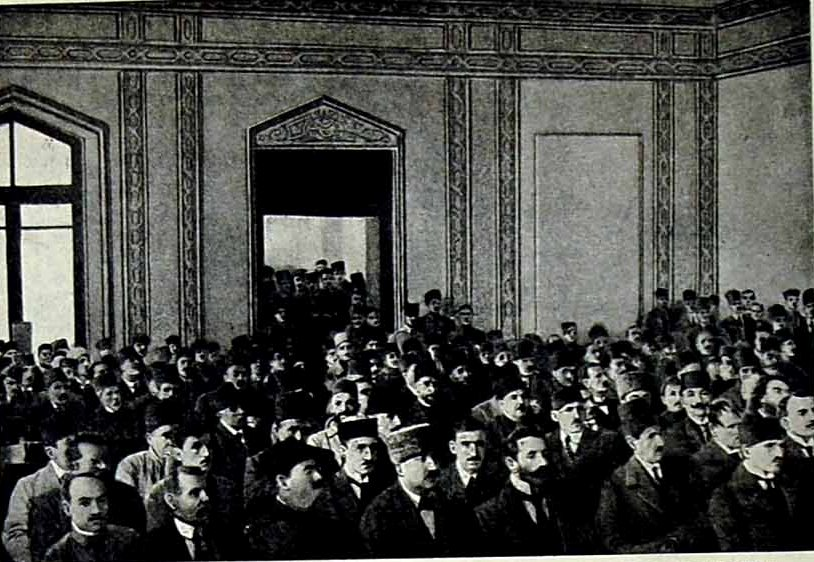
الاجتماع الأول لبرلمان جمهورية أذربيجان الديمقراطية

في 28 عام 1918 الفصيل السياسي المسلم في مجلس نواب القوقاز أعلن نفسه مجلس أذربيجان الوطني. بذلك في الحقيقة أسس أول برلمان أذربيجان ووضع أساس الجمهورية البرلمانية. كما بين في اعلان الاستقلال «المجلس الوطني سيقوم في رئاسة أذربيجان والحكومة المؤقتة ستقوم مسؤلة أمام المجلس الطني حتى تجمع مجلس المؤسسات». في 17 سبتمبر عام 1918 بعد ثلاثة أشهر من إنشاء مجلس الوزراء تحت رئاسة فتالي خان خويسكي حكومة جمهورية أذربيجان الديمقراطية انتقلت إلى باكو. باكو أعلنت عاصمة أذربيجان. في 9 نوفمبر علم جمهورية أذربيجان الديمقراطية استبدل بعلم مع ثلاثة ألوان وتصوير الهلال والنجمة الثمانية البيضاء عليها. بدأ توسيع الأعمال الاستبنائية في مجال السياسة والاقتصاد والثقافة وغيرها من المجالات في حياة الدولة. حكومة فاتالي خان خويسكي الصادقة لنظم وقواعد الحقوقية لإدارة الجمهورية البرلمانية في نفس الوقت بدأت الاتسعداد لاستدعاء مجلس المؤسسات. وبهذه الغرض أنشئ الكومسيون الخاص. قبل انتهاء ستة أشهر منذ إصدار قرار المجلس الوطني في 17 يونيو عام 1918 في حالة وجود الصلاحية لدى الحكومة لاستمرار السلطة بوحدها بمبادرة ومراجعة فتالي خان خويسكي بدأ مجلس أذربيجان الوطني نشاطه في 16 نوفمبر عام 1918. باقتراح رئيس الحكومة فاتالي خان خويسكي مجلس أذربيجان الوطني حملت المسؤولية لاستدعاء مجلس المؤسسات.
في اجتماع مجلس أذربيجان الوطني في 19 نوفمبر عام 1918 المجري برئاسة محمد أمين رسولزاده اتخذت القرارات الهامة جدا في تاريخ برلمان أذربيجان. مع أن جمهورية أذربيجان الديمقراطية كانت تنفذ الأنشطة في ظروف مركبة لكنها إتخذت الطريق الديمقراطي للتطور. في هذا الاجتماع بتاريخ 19 نوفمبر قيد أنه يجب أن يتكون البرلمان من ممثلي جميع الشعوب الساكنين في حدود الدولة.
حسب المعلومان المأخوذة من تقويم القوقاز في هذه الأراضي يسكن تقريبا 22750000 شخص. 1900000 منهم مسلمون و 500000 أرمان٬ 230000 روس. فقرر أن يتكون برلمان أذربيجان من 80 ممثل مسلم٬ 21 أرمان و 10 روس والمجمل 120 شخص. حسب القانون كان يجب أن ينتخب 21 ممثلا أرمانيا من المناطق المختلفة: 8 أشخاص من كنجا٬ 8 من شوشا٬ 5 من باكو. وكان يجب أن يرسل مجلس الروس الوطني من ممثلوهم من سكان باكو 10 أشخاص٬ السكان الألمان ممثلا 1 ٬ مجلس اليهود الوطني ممثلا 1 ٬ لجنة سكان جورجيين ¬ممثلا 1 ٬ ولجنة سكان بولنديين ممثلا 1. كذلك كان ينص في القانون على إرسال إلى برلمان 3 أشخاص من ممثلي مجلس نقابة باكو وشخصان اثنان من ممثلي منظمة باكو للصناعة والتجارة.
حسب قرار مجلس أذربيجان الوطني بتاريخ 19 نوفمبر عام 1918 م 44 ممثلا تركيا مسلما من أعضاء مجلس المؤسسات الروسية العامة انضموا في عضوية البرلمان الجديد.أما 36 نائبا مسلمًا وممثلو الشعوب الأخرى فكان يجب أن ينخبوا من جديد. تشكيل البرلمان الجديد انتهي في 3 ديسمبر عام 1918.
فالشاهد أنه رغم مرور نصف سنة بعد الإبادة الجماعية في مارس عام 1918 فتح الطريق لاشتراك 21 ممثل أرماني في برلمان أذربيجان.
وهذه الخطوة التاريخية تثبت مرة أخرى بشكل واضح طبيعة ديمقراطية لشعب أذربيجان واحترامهم العميق لحقوق الناس. في 29 نوفمبر عام 1918 نشر خطاب الموقع من قبل محمد أمين رسولزاده باسم مجلس أذربيجان الوطني باللغتين الأذربيجانية والروسية بعنوان «إلى جميع سكان أذربيجان» لاجتماع برلمان جمهورية أذربيجان الديمقراطية. ونصه التالي:
"أيها المواطنون! مجلس أذربيجان الوطني الذي عطل عمله بسبب الخروب والثورة اجتمع من جديد في عاضمة أذربيجان مدينة باكو. أول قانون المجلس الوطني كان تغيير المجلس الوطني الخاص بمسلمي أذربيجان من شكل وطني إلى الشكل الدولة الواحدة. حسب القانون المصدر في 19 من هذا الشهر مجلس الوطني ستغير حتى 3 ديسمبر إلى برلمان المتشكل من 120 عضوا. ستجلب إلى هيئتها ممثلين من أقليات شعبية وكذلك الوكلاء من ولايات الدولة. بهذه الصورة البرلمان سيقوم بإدارة الدولة حتى انتخاب مجلس المؤسسات عن طريق التصويت العام وهذا البرلمان سيقوم بشؤون الدفاع وتشكيل الحكومة... ولنترك العداوة التي لا تعطينا إلا الهلاك والسفولة. أجبرنا التاريخ للسكن في مكان واحد. ولننشئ معيشتنا على أصول معقولة وإنسانية٬ ونحترم بعضنا بعضا لنقدر أن نتحمل مشقات طبيعية لحياتنا الجديدة.
ولا ننظر لى التفريقات المذهبية والشعبية. كل مواطني أذربيجان أولاد وطن واحد. ويجب على كلهم أن يمدوا بعضهم لبعض أيدي المساعدة لنباء الحياة المشتركة العامة والوصول إلى السعادة في وطنهم".
في 7 ديسمبر 1918 في مبنى مدرسة البنات المبنية من قبل حجي زين العابدين تقييف (حاليا مبنى المعهد المخطوطات باسم فيزولي). هذه الحادثة كانت أول برلمان في الشرق المسلم المتشكل على أصول ديمقراطية. رئيس مجلس أذربيجان الوطني محمد أمين رسولزاده قام بخطاب مع التهنئة. باقتراح الفصيل «مساواة» عليمردان توبجوباشوف انتخب رئيس البرلمان والدكتور حسن باي أغاييف انتخب النائب الأول لرئيس البرلمان. لكن لكون ع.توبجوباشوف في السفر في المؤتمر السلمي في باريس قام برئاسة البرلمان حسن باي أغاييف. في أول اجتماع البرلمان قرر استقالة حكومة فاتالي خان خويسكي وقرر تشكيل الحكومة الجديدة. فاتالي خان وكل بتشكيل الحكومة الجديدة.
في 26 ديسمبر عام 1918 فتالي خان خويسكي تحدث في البرلمان عن برنامجه وقدم لتصديق البرلمان تكوين هيئة الحكومة الجديدة. برلمان قرر بقبول برنامج الحكومة واعتمد على الحكومة الجديدة المؤسسة من قبل ف.خويسكي.
ومن أهم عبر تاريخية منذ إنشاء برلمان أذربيجان أنه رغم تخصيص الأماكن لواحد وعشرين ممثل أرماني وعشرة ممثلين روسيين في برلمان أذربيجان هم لم يشاركوا في حفل الاففتاح للبرلمان. مجلس الروس الوطني بباكو قرر بعدم الاشتراك في برلمان أذربيجان مع أنهم لم يكونوا يملكون الحق للتحدث باسم شعب الروس الساكنين في أذربيجان. فكانوا يحاولون أن يثبتوا أن أذربيجان باعلانها الاستقلال خالفت لفكرة إنشاء «روسيا الوحيدة وغير مقسمة». كأن اشتراك مجلس الروس الوطني في برلمان أذربيجان كان يعتبر «تأكيد انفصال أذربيجان من روسيا» وذلك ييسر تعريف أذربيجان كدولة مستقلة في العالم. قرار مجلس الروس الوطني لم يكن يعكس رأي السكان روس باجتماع برلمان واشتراك فيه ممثليهم ودفاع حقوق اشتراكهم. جمعية الروس في باكو خاطبت رئيس مجلس أذربيجان الوطني محمد أمين رسول زاده واستأذنته بانضمامهم إلى البرلمان «لاشتراك في الشؤون الاستبنائية العامة الحكومية».
في هذه الفترة الأرمان لم يستقيل أنفسهم باعلان استقلال أذربيجان ووافقوا أفكار مجلس الروس الوطني فلم يشتركوا في اجتماعات برلمان مؤقتة. فهم استمروا بفعلهم في مدة شهرين. ونهاية هم كذلك قرروا الاشتراك في البرلمان. فهم أسسوا في برلمان أذربيجان فصيلين سياسيين – طاشناق وأرمان. لكن بعد مدة معينة نشاطهم في برلمان أظهم أفكارهم الحقيقية باشتراكهم في برلمان أذربيجان وهم لم يكونوا يهدفون خدمة إنشاء دولة أذربيجان٬ تطور اقتصاد وثقافة أذربيجان بل كان هدفهم تبليغ أفكار انفصالية وشوفينية لانشاء «ارمينيا الكبرى».
أيضا٬ نشاط 11 فصيل ومجموعات في برلمان أذربيجان الذي أخذ بيدهم السلطة في أذربيجان ولم يصل عدد أعضائه إلى 100 شخص كان يمنع إنشاء الدولة المستقلة في الظروف الداخلية والدولية المركبة. في غالب الأحيان المجموعات المختلفة كانوا يقدرون مصالحهم أعلى من مصالح جميع الوطنية. مثلا٬ الكتلة الاشتراكية كان يعز تحت سترة «الدفاع عن حقوق الفقراء» انضمام أذربيجان إلى روسيا السوفيتية٬ حصلت على قبول القرار افتتاح ممثلية ديبلوماسية في روسيا السوفيتية٬ ونهاية وافقت فكرة دخول الجيش الأحمر إلى البلد٬ وهذا في الحقيقة لم يكن إلا محاولة لتدمير جمهورية أذربيجان الديمقراطية.
البرلمان أذربيجان منذ أول يوم إنشائه بدأ يبني شؤونه على أساس المبادئ التنظيمية الخاصة بجمهوريات ديمقراطية. ونشير إلى أنه حسب القانون عن تنظيم البرلمان كان من المفترض أنه سيكون متكونا من 120 عضوا لكن بأسباب مختلفة لم يجتمع جميع الأعضاء ولا مرة في مجالس البرلمان.
مع ذلك برلمان جمهورية أذربيجان الديمقراطية في فترة نشاطها وخبرتها في إنشاء الدولة المستقلة٬ تشريعاتها المقبولة وقراراتها ترك أثرا عميقا وبالغا في تاريخ دولة أذربيجان وخاصة في تاريخ ثقافة برلمان.
المجموعات والفصول المشتركة في عمل برلمان أعلنوا عن برنامج نشاطهم المستقل. وكان يجب الاهتمام بين هذه البيانات التالي: حفظ استقلال أذربيجان٬ سلامتها الإقليمية وحقوقها الوطنية والسياسية٬ إنشاء العلاقات بين حكومة أذربيجان والحكومات الأخرى٬ خاصة مع الحكومات المتجاورة٬ إنشاء نظام الدولة الحقوقي والديمقراطي في الجمهورية٬ تنفيذ الاصلاحات الاجتماعية الواسعة وإنشاء جيش قوي قادر للدفاع عن البلد.

## فترة البرلمان الأولى
الفترة الأولى – استمرت منذ 27 ماي إلى نوفمبر 19عام 1918. أثناء هذه الأشهر الستة أول برلمان أذربيجان العامل تحت اسم مجلس أذربيجان الوطني والمتكون من 44 ممثل تركي- مسلم أصدر التقريرات التاريخية الهامة. أول برلمان أذربيجان في 28 ماي عام 1918 أعلن استقلال أذربيجان٬ أخذ بأيديه إدارة الدولة وأصدر مانيفستو استقلال التاريخي.
مانيفستو استقلال أذربيجان المصدر في مقيمية عاقب القوقاز في تبليسي من قبل مجلس أذربيجان الوطني في تلك الفترة التاريخية الحاسمة والمركبة إلى اليوم تحفظ أهميتها التاريخية وميزتها العملية كوثيقة حقوقية لتاريخ ديمقراطية وبرلمان أذربيجان.
في فترة المجلس الوطني أجريت 10 اجتمعات لبرلمان أذربيجان. أول اجتماع كان في تبليسي 27 ماي عام 1918 وآخر اجتماع كان في 9 نوفمبر عام 1918 في باكو. في 27 ماي أسس مجلس أذربيجان الوطني وفي 17 يونيو وقف نشاطه مؤقتة بشرط اجتماع مجلس المؤسسات في مدة لا يكثر من 6 أشهر. جميع السلطات التشريعية والتنفيذية انتقلت إلى الحكومة المؤقتة. بعد انتقال حكومة الجهورية الديمقراطية في 17 سبتمبر عام 1918 إلى باكو في نوفمبر 16 مجلس أذربيجان الوطني اعاد نشاطه من جديد. في 19 نوفمبر مجلس أذربيجان الوطني أصدر القرار لاستدعاء برلمان أذربيجان في 3 ديسمبر من قبل مجلس المؤسسات ووقف نشاطه. وبذلك برلمان أذربيجان في هذه الفترة أي في فترة المجلس الوطني نفذت نشاطها في تبليسي٬ كنجا وباكو.

## الفترة الثانية للبرلمان
الفترة الثانية للبرلمان المسماة أيضا فترة باكو استمرت من 7 ديسمبر 1918 إلى 27 أبريل 1920 عموما 17 شهرا. أول اجتماعه كان في 7 ديسمبر 1918 وآخر اجتماعه كان في 27 أبريل عام 1920. في هذه الفترة عدد اجتماعات البرلمان كان 145 اجتماع. لكن 15 أجتماعا منها لم يتم لقلة عدد مشاركها. وباقي 130 اجتماع اثنان منها كانا في 28 ماي و15 سمبتمر بمناسبة استقلال أذربيجان وتحرير باكو٬ أربعة منها في 12 مارس 1919 و12 مارس 1920 لذكرى الثورة الروسية الكبرى٬ في 27 يونيو عام 1919 بمناسبة توقيع اتفاقية التعاون العسكري بين أذربيجان وجورجيا٬ وفي 14 يناير عام 1920 بمناسبة تعريف استقلال أذربيجان بحكم الواقع من قبل الدول المشاركون في مؤتمر باريس السلمي.واثنان منها كانا بمناسبة الوضع فوق العادي لما أعلنت أرمينيا الحرب لجورجيا في 20 ديسمبر عام 1918 وفي 17 مارس عام 1920 بمناسبة تصديق اتفاقية التعاون الاقتصادي بين أذربيجان وجورجيا. أما باقي الاجتماعات فكانت بمناسبة المحادثات حول سياسة الدولة الداخلية والخارجية٬ المسائل الاقتصادية والمادية٬ مناقشة الأعمال التشريعية ٬ إنشاء الجيش وغيرها من المسائل.
في جميع هذه الاجتماعات برلمان جمهورية أذربيجان الديمقراطية وفقا لمبادئ مانيفيستو استلقلال ومراعيا للظروف التاريخية المعينة أصدر القرارات والقوانين المهمة التي تهدف تأمين السلامة الإقليمية واستقلال البلد٬ إنشاء دولة ديمقراطية حقوقية التي تقوم بتأمين تام لحقوق الناس وحريتهم. جميع هذه القوانين والقرارات تهدف تشكيل السلطات التشريعية٬ التنفيذية والقضائية.
برلمان أذربيجان الذي كان ينفذ نشاطه لحفظ استقلال الدولة وانشاء الجيش في ظروف خاريجية وداخلية مركبة لما كانت الدول الكبرى تقاتل بتقسيم العالم بينها بعد الحرب العالمية الأولى وكان يوجد خطر احتلال الدولة من قبل الدول الأخرى. يجب أن يشار إلى أنَّ أعضاء البرلمان كانوا يظهرون التعاون والتضامن في مناقشة القوانين والقرارات المقبولة في هذا المجال.

## البرلمان والتعليم
الحكومة والبرلمان كانا ينفذان نشاطهما في الظروف الصعبة ومع ذلك كانت الحكومة تهتم لتعليم الشعب وتطور العلم والصحة. في جميع أماكن الدولة بنيت المدارس لمختلف المستويات٬ ومدارس البنات٬ رياض الأطفال ومعاهد التأهيل للمدرسين٬ والمكتبات٬ وكانوا يبنون في القرى مستشفيات عديدة.
ولا بد أن نقيد قرار البرلمان لتأسيس جامعة باكو الحكومية في 1 سبتمبر عام 1919. فتح الجامعة الوطنية كان خدمة البرلمان التاريخية أمام شعبه. مع أن الجمهورية الديمقراطية سقطت لكن جامعة باكو الحكومية لعبت دورا كبيرا في إحياء أفكار إنشاء الجمهورية لدى الشعب والحصول على الاستقلال من جديد.
حكومة الجمهورية كانت تبذل الجهود لإعدادا الموظفين في مجال التعليم والتدريس. في هذه الفترة برلمان أذربيجان أصدر قرار إرسال 100 شاب أذربيجاني إلى الخارج للدراسة على حساب الحكومة. ولهذا الغرض البرلمان أنشأ القميسيون المتكون من محمد أمين رسولزاده ومهدي باي حجينسكي ٬ أحمد باي بابينوف وغيرهم. حسب قرار القميسيون 45 شخص أرسل للدارسة إلى فرنسا٬ 23 إلى إيطاليا٬ 10 أشخاص إلى انكلترا٬ 9 أشخاص أشخاص إلى تركيا. 13 شاب الذين انتخبوا للدراسة في روسيا لم يقدروا أن يسافروا إلى هناك لبداية الحرب الأهلية في روسيا.

## البرلمان والسياسة الخارجية
برلمان جمهورية أذربيجان الديمقراطية وحكومتها كانت تبذل كل الجهود لتعريف الجمهورية الجديدة في العالم ومنع خطر التدخل الخارجي في الدولة. لذلك في 28 ديسمبر عام 1918 برلمان الجمهورية أصدر القرار لإرسال الهيئة التمثيلية برئاسة توبجيباشوف إلى المؤتمر السملي في باريس. توبجوباشوف بعد التغلب على الصعوبات عديدة قدر على تعريف استقلال أذربيجان بحكم الواقع أمام كثير من الدول. لكن بعد احتلال أذربيجان الشمالي من قبل الجيش الأحمر 11نشاطه في هذا المجال لم يتم.
من أهم المسائل التي كانت الحكومة وبرلمان أذربيجان تبتبه إليها العلاقات مع الدول المتجاورة. بعد نتفيذ الإجراءات العديدة العلاقات مع جورجيا حسنت. لكن جهود إنشاء العلاقات مع أرمينية الهادفة لاحتلال أراضي أذربيجان لم تتم بنجاح.
في فترة جمهورية أذربيجان الديمقراطية تم توقيع عدة العقود مع إيران. هذه الاتفاقيات وقعت في برلمان أذربيجان.
في فترة المجهورية العادات البرلمانية قويت بعد مرور الزمان وتطورت٬ وتم تشكيل ثقافة البرلمان المعاصر.

## تصديق القوانين
أكثر من 270 مشروع وضع للمناقشة في برلمان٬ 230 منها تم إقرارها. جميع القوانين كانت تناقش في ظروف صعبة بمبادلة الأفكار بين الأعضاء٬ ولم تكن تقبل إلا بعد المطالعة الثالثة. كان يشترك في إعداد٬ مناقشة وتصديق قوانين البرلمان النواب المنتسبون إلى 11 فصيل ومجموعة.
11 قميسيون كان ينفذ نشاطه في برلمان: مسائل الميزانية والمالية٬ اقتراحات تشريعية٬ إنشاء القميسون الرئيسي للانتخابات إلى مجلس المؤسسات٬ مسائل العسكرية٬ القضايا الزراعية: قميسيونات لمراقبة طلبات٬ استخدام قوات الدولة للإنتاج٬ التحرير وغيرها.
نشاط البرلمان كان ينفذ على أساس النظام الخاص – تعليمات البرلمان أذربيجان - الذي تم إعداده لهذا الغرض.
محمد أمين رسولزاده كان يقدر شاط البرلمان بما يلي:
المجلس الوطني كان يمثل جميع أصناف وشعوب الدولة٬ وكان تماما يحكم بحياة البلد. لم تكن أي أمر تنفذ ولا تتم أي مصرف٬ ولا تبدأ أي حرب أوهدنة بدونها. إذا كان المجلس يعتمد على الحكومة هي كانت تنفذ نشاطها وإلا كانت تسقط. البرلمان كان مطلق الحكم ولم تكن هناك أي سلطة أخرى نحكم عليها".